# Reel Big Fish
Reel Big Fish é uma banda de ska punk de Huntington Beach, Califórnia, EUA. A banda ganhou reconhecimento em meados dos anos 1990, durante a terceira onda de ska com o lançamento do álbum Turn the Radio Off e o single Sell Out. A pouco tempo, a banda perdeu reconhecimento no mercado mainstream, mas ganhou reconhecimento na cena underground, e desde 2006, abandonou as grandes gravadoras e segue carreira independente. Após muitas mudanças de line-up ao longo dos anos, o único membro fundador remanescente da banda é o vocalista e guitarrista Aaron Barett.

## História

### Primeiros anos (1992-1994)
Seu álbum de estreia,uma produção foi Everything Sucks, foi um sucesso e se tornou um hit underground espalhados boca-a-boca, o que levou a banda a assinar um acordo com Mojo Records.
Em agosto de 1996, a banda lançou o álbum Turn the Radio Off na nova gravadora, que foi um sucesso entre fãs de ska punk, e a banda começou a fazer turnês nos Estados Unidos. Depois que o single "Sell Out" tornou-se popular na mídia, inclusive MTV, o álbum alcançou a posição número 57 na Billboard, permanecendo nas paradas por 32 semanas. No entanto, o ska revival foi de curta duração,e seu álbum de 1998 Why Do They Rock So Hard? não conseguiu igualar as vendas do recorde anterior da banda. Em 1998, a banda apareceu no filme BASEketball, nas arquibancadas animando a torcida. A banda também colaborou na trilha sonora com o cover de A-ha "Take on Me". Why Do They Rock So Hard? foi o último álbum de três membros originais da banda. O Trombonista Grant Barry despediu-se e o trompetista Werts Tavis foi demitido. O baterista Andrew Gonzales deixou a equipe para passar mais tempo com sua família. Reel Big Fish, em seguida, teve várias mudanças de bateristas e de trompetistas ao longo dos próximos seis anos.

### Anos dos grandes selos (2000-2005)
Em 2002 a banda se saiu muito melhor nas paradas de rock, principalmente por causa do single "Where Have You Been?", que não possuía muitos metais que era a principal característica da banda. Ex-baterista do Suburban Rhythm Carlos de la Garza e ex-Spring Heeled Jack U.S.A o trompetista Tyler Jones, que gravou duas músicas no Cheer Up! (porque Werts já tinha feito a maioria das gravações antes de sua saída da banda), foram introduzidos. O último concerto de De la Garza com Reel Big Fish foi em 20 de junho de 2003 no House of Blues em Anaheim, Califórnia. O concerto foi posteriormente lançado em DVD na Série Show Must Go Off The!. Jones apareceu nos videoclipes das músicas "Where Have You Been?" e Monkey Man, e continuou tocando ao vivo no Reel Big Fish, até início de 2005. Ele foi substituído pelo trompetista John Christianson, que havia tocado com Barrett, em The Forces of Evil.
Em 5 de abril de 2005, Reel Big Fish lançou seu quarto álbum pela Mojo, "We're Not Happy 'Til You're Not Happy". Justin Ferreira (que substituiu De La Garza) foi o baterista para a gravação, mas saiu antes do lançamento do álbum para se juntar à Orange County banda Takota e, posteriormente, é listado como um músico adicional sobre o CD. Ele foi substituído por Ryland Steen.
Comparado com o álbum anterior (Cheer Up!), Que era mais leve e alegre, Allmusic descreve as músicas do We're Not Happy 'Til You're Not Happy como "raiva" e "amargurado", mas também considerado o álbum como "super cativante". Temas comuns expressos nas canções incluem o ciúme, a tristeza, fam de curta duração e decepção para as gravadoras mainstream.
Aaron Barrett afirmou que We're Not Happy 'Til You're Not Happy era "o terceiro gravado de uma trilogia" que começou com Turn the Radio Off. "O primeiro foi sobre estar em uma banda e tentando fazê-lo. Then Why Do They Rock So Hard? Era como, nós nos transformamos em estrelas do rock. Cheer Up fizemos porque tínhamos que faze-lo. Mas We're Not Happy 'Til You're Not Happy é sobre nós sermos velho e cansado agora." 

### Trabalhos independentes (2006-presente)
Enquanto estava em turnê no início de 2006, Reel Big Fish se retirou da gravadora Jive. A banda formou sua própria gravadora e lançou um álbum com 3 CD/DVDs chamado, Our Live Album Is Better Than Your Live Album. Este álbum tornou-se disponível em 18 julho de 2006 na Internet e em lojas de varejo em 22 de agosto. Mais tarde a Jive lançou um álbum de greatest hits do Reel Big Fish chamado Greatest Hit...And More, porque detinha os direitos de todas as músicas anteriores. A banda não aprovou, por não gerar dinheiro com o álbum, e se pronunciaram contra a Jive.
Em 20 de fevereiro de 2007, a banda lançou Duet All Night Long, que é um EP split com Zolof the Rock & Roll Destroyer. Ele possui seis músicas cover (três de cada banda), com o vocalista de uma banda cantando a canções na outra banda (exceto no caso de Scott Klopfenstein cantando a música "Say Say Say")
Reel Big Fish lançou seu primeiro álbum de estúdio desde que deixou a Jive Records; Monkeys for Nothin' and the Chimps for Free mundialmente em 10 de julho de 2007, na gravadora Rock Ridge Music.Em 26 de junho de 2007, pouco antes de seu lançamento, a banda anunciou no Myspace que Matt Wong estava deixando a banda para passar mais tempo com sua esposa e filho recém-nascido. Ele foi substituído por Derek Gibbs, que tocou baixo em Jeffries Fan Club e no hoje projeto paralelo extinto de Aaron Barret The Forces Of Evil. Uma vez que Matt Wong era muito popular com os fãs, alguns eram céticos em relação a capacidade do novo baixista, mas a banda declarou que Derek é "Aprovado por Matt Wong" e que os fãs não têm nada com o que se preocupar. Gibbs tinha sido o preenchimento de Wong em várias turnês desde o início de 2002.
Reel Big Fish lançou um novo álbum de estúdio em 20 de janeiro de 2009. O nome do álbum é Fame, Fortune and Fornication, e é composto por 10 músicas cover. Outro álbum, A Best of Us for the Rest of Us, com um disco de 22 faixas de re-gravou músicas e um disco de 14 faixas de "Skacoustic" versões produzidas pelo vocalista Aaron Barrett, foi lançado em 20 de julho de 2010. Uma versão estendida do álbum, A Best of Us for the Rest of Us , foi lançado em junho 21,2011.
A banda também gravou um DVD ao vivo no The Grove em Anaheim, Califórnia, em 4 de janeiro de 2009; que foi lançado em 21 de julho de 2009 com o título Reel Big Fish Live! In Concert!
Em entrevista à 'The Examiner ", Aaron Barrett afirmou que planejava lançar um novo álbum, com todo o material novo, no final de 2011. Também em entrevista à 'Rewritethescene.com ", Aaron, demonstrou interesse em um álbum de férias.
Em 11 de janeiro de 2011, a banda anunciou que por membro de longa data Scott Klopfenstein estaria deixando a banda para se concentrar em criar uma família. Matt Appleton do Goldfinger começou a preencher o lugar de Scott na turnê do 20º aniversário da banda, e ele já foi anunciado como um substituto permanente. Esta é a primeira vez desde 1995 que a banda tem um saxofonista.
Em Março de 2012, a banda anunciou no Facebook que havia começado a gravar um novo álbum de músicas inéditas. O álbum se chama Candy Coated Fury, mas a banda chegou a considerar Honk If You're Horny como o título.
Em Outubro de 2013, a banda anunciou na sua página oficial que o trombonista Dan Regan, que tocou com o Reel Big Fish desde 1994, saiu da banda para passar mais tempo com sua família e seguir com seu sonho de abrir uma cervejaria.
Em Novembro de 2014, a banda anunciou no seu Facebook que lançaria uma novo EP chamado Happy Skalidays em 15 de Dezembro de 2014.
Em Fevereiro de 2015, a banda anunciou através de seu site que o baterista Ryland Steen se afastaria da banda para tocar junto com a banda America. Desde o fim de 2014, ele foi substituído por Edward Larsen da banda Suburban Legends.

## Membros

### Membros atuais
- Aaron Barrett – guitarra, vocal (1992–presente)
- John Christianson - trompete, backing vocal (2004–presente)
- Edward Larsen – bateria (2014–presente)
- Derek Gibbs – baixo, backing vocal (2007–presente)
- Matt Appleton – saxofone, backing vocal (2011–presente)
- Billy Kottage - trombone, backing vocals (2013–presente)

### Ex membros
- Ben Guzman – vocal (1992–1994)
- Zach Gilltrap – teclado/sintetizador (1992–1994)
- Lisa Smith – guitarra (1992–1994)
- Eric Vismantes – trompete (1994)
- Stephan Reed – saxofone (1994)
- Robert Quimby – trombone (1994–1995)
- Adam Polakoff – saxofone (1994–1995)
- Grant Barry – trombone (1995–1998)
- Andrew Gonzales – bateria (1992–1998)
- Tavis Werts – trompete (1994–2001)
- Carlos de la Garza – bateria (1999–2003)
- Tyler Jones – trompete (2001–2004)
- Justin Ferreira – bateria (2003–2005)
- Matt Wong – baixo, backing vocal (1992–2007)
- Scott Klopfenstein – trompete, guitarra, teclado, lead/backing vocal (1995–2011)
- Dan Regan – trombone, backing vocal (1994–2013)
- Ryland Steen – bateria (2005–2014)

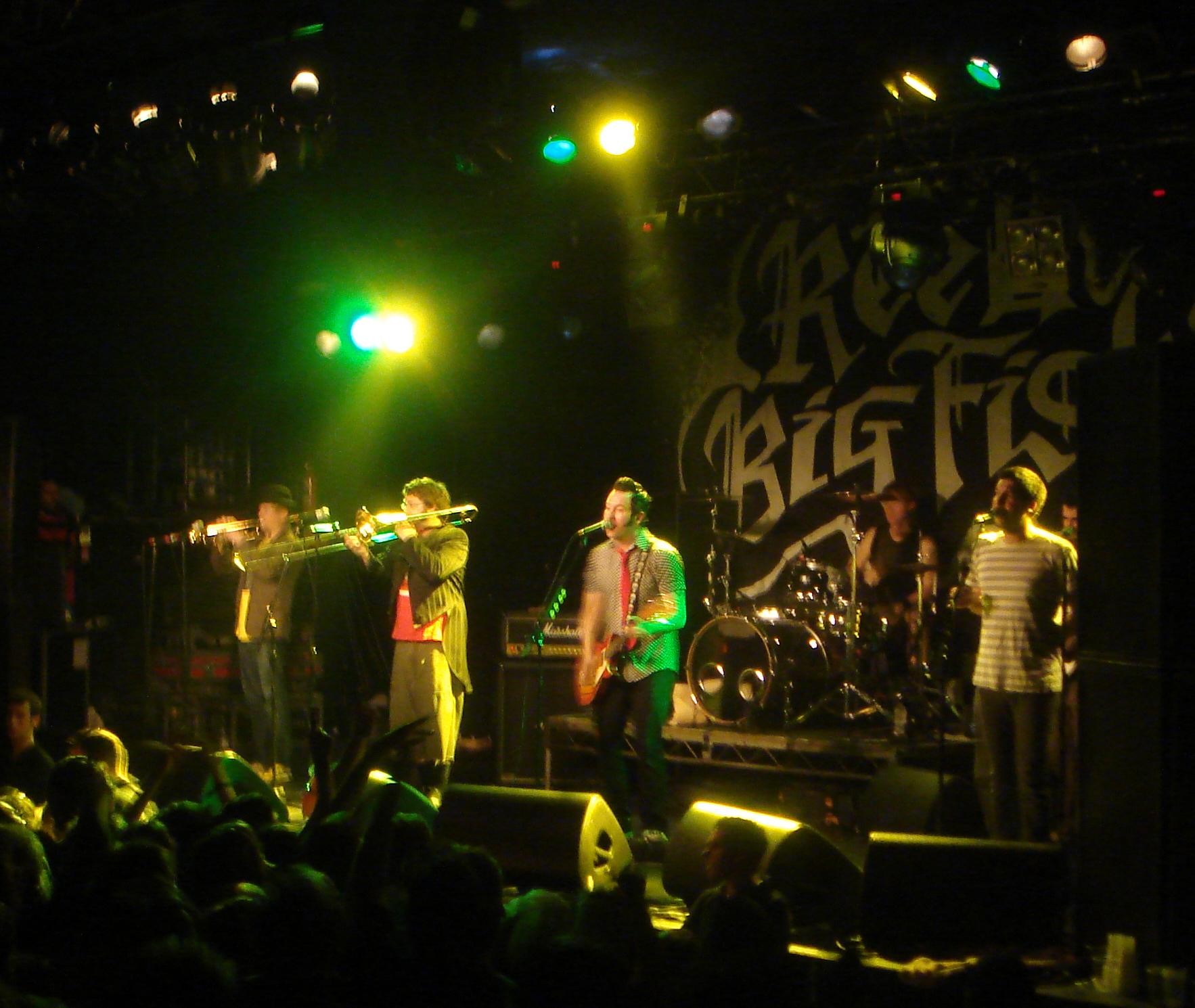
da esquerda para direita:John Christianson,Dan Regan,Aaron Barrett,Ryland Steen e Scott Klopfenstein.Derek Gibbs não esta visível

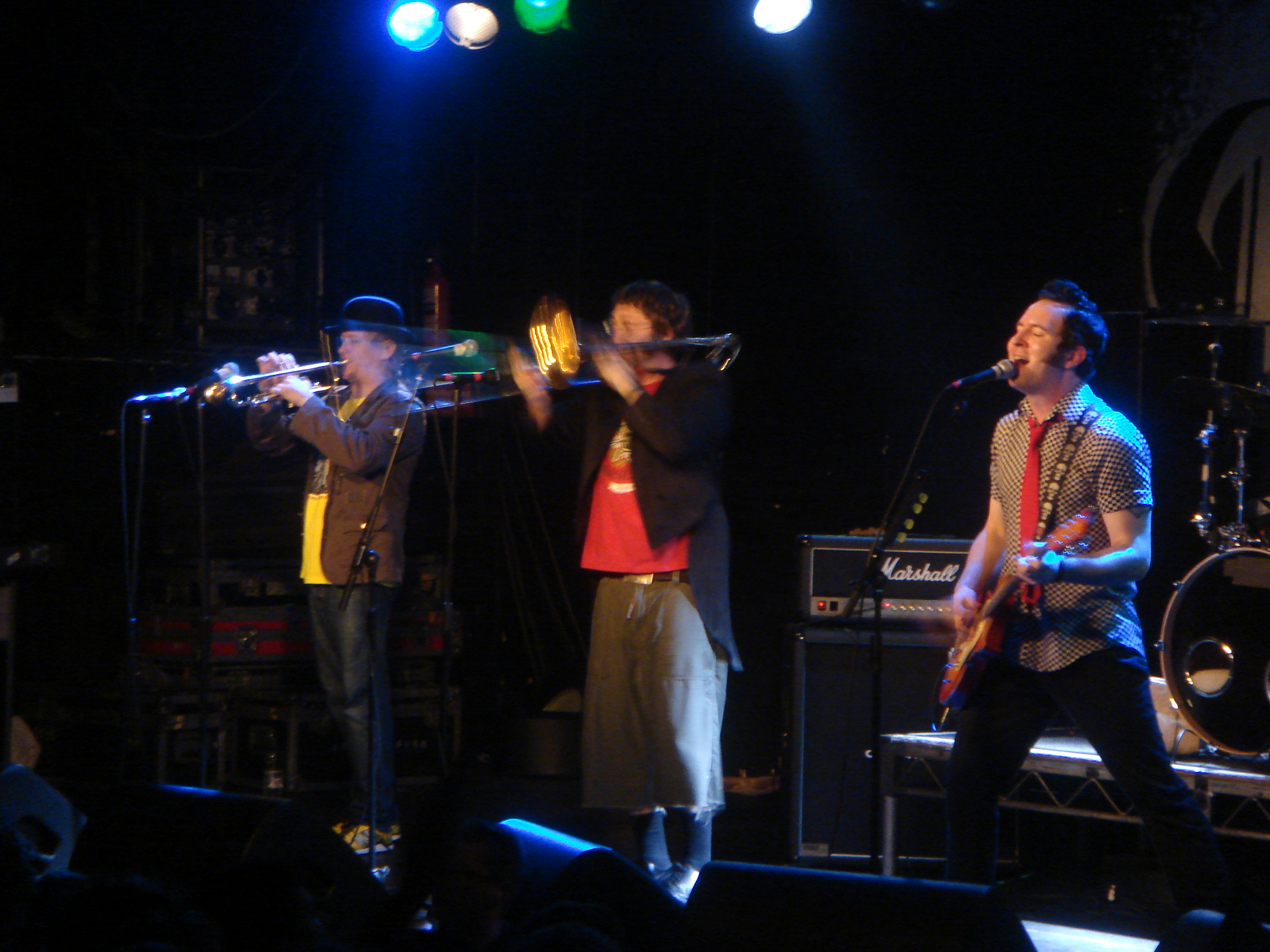
da esquerda para direita:John Christianson,Dan Regan e Aaron Barrett

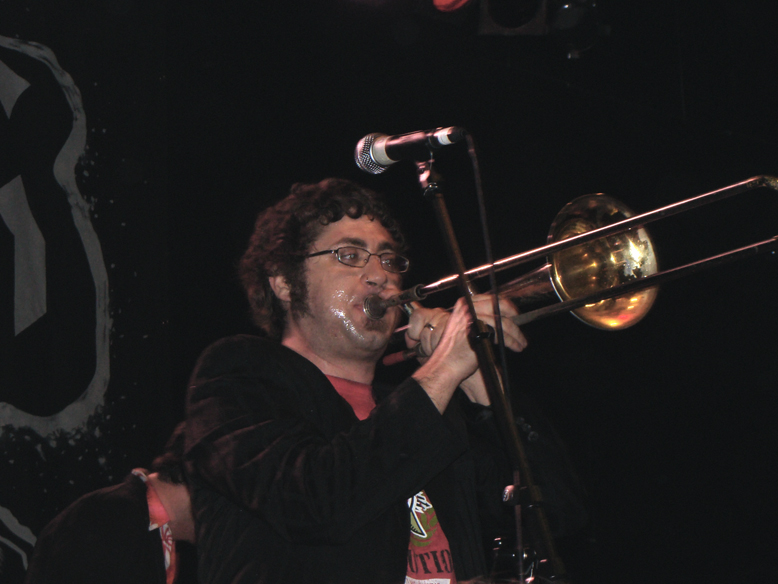
No Trombone Dan Regan

## Discografia
Álbuns de estúdio
- Everything Sucks (1995)
- Turn the Radio Off (1996)
- Why Do They Rock So Hard? (1998)
- Cheer Up! (2002)
- We're Not Happy 'Til You're Not Happy (2005)
- Monkeys for Nothin' and the Chimps for Free (2007)
- Fame, Fortune and Fornication (2009)
- Candy Coated Fury (2012)